# Vallereuil
Vallereuil is een gemeente in het Franse departement Dordogne (regio Nouvelle-Aquitaine) en telt 274 inwoners (2004). De plaats maakt deel uit van het arrondissement Périgueux.

## Geografie
De oppervlakte van Vallereuil bedraagt 9,3 km², de bevolkingsdichtheid is 29,5 inwoners per km².
De onderstaande kaart toont de ligging van Vallereuil met de belangrijkste infrastructuur en aangrenzende gemeenten.

## Demografie
Onderstaande figuur toont het verloop van het inwonertal (bron: INSEE-tellingen).